# Chrysina gorda
Chrysina gorda är en skalbaggsart som beskrevs av Juan A. Delgado 2003. Chrysina gorda ingår i släktet Chrysina och familjen Rutelidae. Inga underarter finns listade i Catalogue of Life.